# Wissam-Amazigh Yebba
Wissam-Amazigh Yebba, född 8 april 2000, är en fransk simmare.

## Karriär
I augusti 2022 vid EM i Rom var Yebba en del av Frankrikes kapplag som tog silver på 4×200 meter mixad frisim samt brons på 4×200 meter frisim.